# 风水梁镇
风水梁镇是中华人民共和国内蒙古自治区鄂尔多斯市达拉特旗下辖的一个镇。
2016年，内蒙古自治区人民政府批复同意分別从白泥井镇和吉格斯太镇划出部分区域，设置风水梁镇，辖敖包梁、母哈日沟、刘长沟、河图梁、石匠窑、盐店、新民渠、大纳林、公乌素、三眼井、王家壕、马场壕、乌兰壕13个行政村。

## 行政区划
风水梁镇下辖以下村级行政区划单位：
ID“Template:PRC admin/data/15/06/21/107/000”在系统中是未知的。请使用一个有效的实体ID。。